# Vlag van Marknesse

Vlag van Marknesse

De vlag van Marknesse werd in 1983 door het Nederlandse dorp Marknesse in gebruik genomen. De vlag toont drie horizontale banen van blauw, zwart en wit in de verhouding 2:1:2. De zwarte baan is aan de bovenzijde voorzien van smalle horizontale strepen in de kleuren zwart-wit-zwart-wit-zwart-wit-zwart met de verhouding 1:1:1:1:1:1:18. In het midden van de vlag staat het wapen van Marknesse.  De herkomst van de vlag is niet bekend.

## Verwante afbeelding

Wapen van Marknesse

Bant
· Biddinghuizen
· Creil
· Ens
· Espel
· Luttelgeest
· Marknesse
· Nagele
· Rutten
· Tollebeek